# Matej Mohorič
Matej Mohorič (* 19. října 1994) je slovinský profesionální silniční cyklista jezdící za UCI WorldTeam Team Bahrain Victorious. Mohorič se stal profesionálem v roce 2014 s týmem Cannondale. Je národním šampionem v silničním závodu z let 2018 a 2021.

## Kariéra
Mohorič, jenž se narodil 19. října 1994 ve městě Kranj, aktuálně bydlí ve slovinské vesnici Podblica.
V roce 2012 se Mohorič stal juniorským mistrem světa v silničním závodu a o rok později se stal mistrem světa v silničním závodu do 23 let. Jako první v historii tak získal titul mistra světa v kategoriích juniorů a do 23 let ve dvou po sobě jdoucích letech.
Pro sezónu 2014 se Mohorič připojil k UCI WorldTeamu Cannondale. Poté, co tento tým zanikl po sezóně 2014, se Mohorič přesunul do UCI WorldTeamu Cannondale–Garmin pro sezónu 2015. V roce 2015 se zúčastnil své první Grand Tour své kariéry, a to Vuelty a España, avšak ze závodu odstoupil v 6. etapě.
V září 2015 bylo oznámeno, že Mohorič podepsal dvouletou smlouvu s UCI WorldTeamem Lampre–Merida od sezóny 2016. V srpnu 2017 se zúčastnil Vuelty a España 2017, kde vyhrál 7. etapu poté, co 10 km před cílem odpáral ostatní závodníky v úniku a sólo si dojel pro své první etapové vítězství na Grand Tour.
Před sezónou 2018 Mohorič přestoupil do UCI WorldTeamu Bahrain–Merida. Se svým novým týmem se zúčastnil Gira d'Italia 2018, kde vyhrál 10. etapu ve sprintu z úniku proti Nicu Denzovi.
Na Tour de France 2021 Mohorič vyhrál 7. etapu, která byla nejdelší etapou Tour de France od roku 2000, poté, co o několik týdnů dříve odstoupil z Gira d'Italia 2021 po nehodě v 9. etapě. Stal se tak historicky třetím vítězem etapy na Tour de France ze Slovinska a zkompletoval svou sbírku etapových vítězství na Grand Tours. V závodě pak ještě zvítězil v 19. etapě. Toto vítězství přišlo den po policejní prohlídce hotelu, v němž byl Mohoričův tým, Team Bahrain Victorious, ubytován, kvůli nařčení z užívání dopingu. Mohorič svůj triumf na cílové pásce oslavil "zazipováním" svých úst a v cílovém rozhovoru dodal, že "nemá co skrývat".
V roce 2022 Mohorič vyhrál monument Milán – San Remo díky sólovému útoku při sjezdu z Poggia. Při svém nástupu použil teleskopickou sedlovku, která se používá převážně v závodech horských kol.

## Hlavní výsledky
2011
Regio-Tour
7. místo celkově
2012
Mistrovství světa
 vítěz silničního závodu juniorů
 2. místo časovka juniorů
Giro di Basilicata
 celkový vítěz
 vítěz bodovací soutěže
 vítěz vrchařské soutěže
vítěz etap 1, 2, 3 (ITT) a 4
Giro della Lunigiana
 celkový vítěz
Junioren Radrundfahrt Oberösterreich
 celkový vítěz
Mistrovství Evropy
 3. místo časovka juniorů
4. místo silniční závod juniorů
2013
Mistrovství světa
 vítěz silničního závodu do 23 let
Národní šampionát
4. místo silniční závod
4. místo časovka
7. místo Piccolo Giro di Lombardia
2014
Národní šampionát
5. místo silniční závod
2015
Národní šampionát
5. místo silniční závod
6. místo Japan Cup
2016
Národní šampionát
2. místo časovka
Kolem Chaj-nanu
3. místo celkově
vítěz 6. etapy
2017
Vuelta a España
vítěz 7. etapy
vítěz Hong Kong Challenge
Národní šampionát
3. místo silniční závod
Tour of Guangxi
6. místo celkově
8. místo Trofeo Laigueglia
2018
Národní šampionát
 vítěz silničního závodu
BinckBank Tour
 celkový vítěz
Deutschland Tour
 celkový vítěz
 vítěz bodovací soutěže
 vítěz soutěže mladých jezdců
vítěz 3. etapy
vítěz GP Industria & Artigianato di Larciano
Giro d'Italia
vítěz 10. etapy
Kolem Rakouska
vítěz 1. etapy
Kolem Slovinska
3. místo celkově
7. místo Giro della Toscana
2019
Tour de Pologne
vítěz 7. etapy
Národní šampionát
2. místo časovka
5. místo silniční závod
3. místo Gran Premio di Lugano
5. místo Milán – San Remo
9. místo Gent–Wevelgem
2020
Národní šampionát
3. místo silniční závod
4. místo Lutych–Bastogne–Lutych
10. místo Milán – San Remo
2021
Národní šampionát
 vítěz silničního závodu
Tour de France
vítěz etap 7 a 19
lídr  po 7. etapě
 cena bojovnosti po etapách 7 a 19
Benelux Tour
2. místo celkově
vítěz 7. etapy
Tour de Pologne
2. místo celkově
2. místo Clásica de San Sebastián
Kolem Slovinska
7. místo celkově
 vítěz bodovací soutěže
8. místo Amstel Gold Race
10. místo Lutych–Bastogne–Lutych
2022
CRO Race
 celkový vítěz
vítěz Milán – San Remo
Národní šampionát
2. místo časovka
2. místo Gran Piemonte
4. místo E3 Saxo Bank Classic
5. místo Paříž–Roubaix
9. místo Gent–Wevelgem
2023
Mistrovství světa v gravelu
 vítěz závodu elite
Tour de Pologne
 celkový vítěz
 vítěz bodovací soutěže
vítěz 2. etapy
Tour de France
vítěz 19. etapy
CRO Race
vítěz 4. etapy
Kolem Slovinska
2. místo celkově
vítěz 5. etapy
Národní šampionát
3. místo silniční závod
3. místo Kuurne–Brusel–Kuurne
5. místo Grand Prix Cycliste de Québec
6. místo Strade Bianche
Renewi Tour
7. místo celkově
vítěz 5. etapy
7. místo E3 Saxo Classic
8. místo Milán – San Remo
2024
Volta a la Comunitat Valenciana
vítěz 2. etapy
5. místo Strade Bianche
6. místo Milán – San Remo

### Výsledky na Grand Tours
| Grand Tour      | 2015 | 2016 | 2017 | 2018 | 2019 | 2020 | 2021 | 2022 | 2023 | 2024 |
| --------------- | ---- | ---- | ---- | ---- | ---- | ---- | ---- | ---- | ---- | ---- |
| Giro d'Italia   | —    | 98   | 135  | 30   | —    | —    | DNF  | —    | —    | —    |
| Tour de France  | —    | —    | —    | —    | 119  | 76   | 31   | 85   | 72   | 127  |
| Vuelta a España | DNF  | —    | 30   | —    | —    | DNF  | —    | —    | —    |      |

### Výsledky na klasikách
| Monument                        | 2014 | 2015 | 2016 | 2017 | 2018 | 2019 | 2020      | 2021      | 2022 | 2023 | 2024 |
| ------------------------------- | ---- | ---- | ---- | ---- | ---- | ---- | --------- | --------- | ---- | ---- | ---- |
| Milán – San Remo                | —    | —    | —    | 57   | 25   | 5    | 10        | 11        | 1    | 8    | 6    |
| Kolem Flander                   | —    | —    | —    | —    | —    | 41   | —         | —         | 21   | DNF  | DNF  |
| Paříž–Roubaix                   | —    | —    | —    | —    | —    | 70   | NS        | DNF       | 5    | 29   | —    |
| Lutych–Bastogne–Lutych          | 127  | DNF  | —    | 93   | —    | 36   | 4         | 10        | 37   | 40   | —    |
| Giro di Lombardia               | —    | —    | —    | —    | 56   | —    | —         | DNF       | 61   | —    |      |
| Klasika                         | 2014 | 2015 | 2016 | 2017 | 2018 | 2019 | 2020      | 2021      | 2022 | 2023 | 2024 |
| Omloop Het Nieuwsblad           | —    | —    | —    | —    | —    | —    | —         | —         | 17   | 21   | 24   |
| Kuurne–Brusel–Kuurne            | —    | —    | —    | —    | —    | —    | —         | —         | 50   | 3    | 79   |
| Strade Bianche                  | —    | —    | —    | 80   | 11   | —    | 19        | 56        | DNF  | 6    | 5    |
| E3 Saxo Bank Classic            | —    | —    | —    | —    | —    | 27   | NS        | —         | 4    | 7    | 15   |
| Gent–Wevelgem                   | —    | —    | —    | —    | —    | 9    | —         | —         | 9    | 43   | 13   |
| Dwars door Vlaanderen           | —    | —    | —    | —    | —    | 15   | NS        | —         | —    | —    | —    |
| Amstel Gold Race                | 112  | DNF  | 99   | 86   | —    | 46   | NS        | 9         | 13   | 33   | —    |
| Clásica de San Sebastián        | —    | —    | —    | —    | —    | —    | NS        | 2         | DNF  | —    |      |
| Grand Prix Cycliste de Québec   | 78   | —    | 86   | —    | 22   | 36   | Nejelo se | Nejelo se | 54   | 5    |      |
| Grand Prix Cycliste de Montréal | 62   | —    | 28   | —    | 41   | 26   | Nejelo se | Nejelo se | DNF  | 18   |      |

| —   | Nezúčastnil se |
| NS  | Nekonalo se    |
| DNF | Nedokončil     |